# TT354

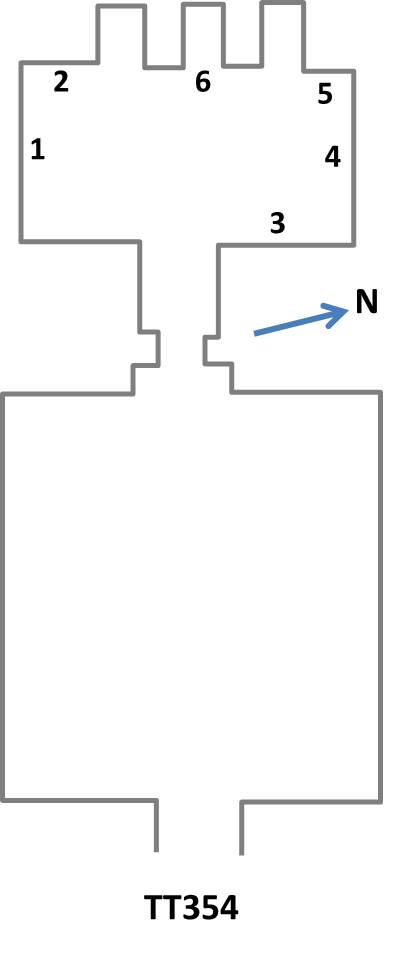
Grundriss des Grabes

Die Grabkapelle TT354 (Theban Tomb – Thebanisches Grab Nummer 354) befindet sich in Theben-West bei dem modernen Ort Luxor in Ägypten. Die malerische Ausschmückung der Kapelle wurde nie fertig gestellt. Vor allem fehlen Inschriften, sodass der Inhaber unbekannt bleibt. Die Kapelle datiert an den Beginn der 18. Dynastie um 1500 v. Chr.
Die unterirdische Grabkapelle (1,57/1,60 × 2,78 m) kann über einen kurzen Gang an der Ostseite der Kammer betreten werden. Vor der Kammer befindet sich ein Hof (etwa 3,12 × 3,5 m). An der Westseite der eigentlichen Kammer befinden sich drei Nischen.
Die Südwand der Kapelle zeigt ein Paar (Mann und Frau) sitzend. Vor ihnen befindet sich ein Opfertisch und rechts steht ein Mann, der eine Lotosblüte und Wasser spendet. Im halbrunden Giebelfeld sieht man die Totengottheiten Anubis und Osiris auf einem Thron sitzen. Vor ihnen befindet sich jeweils ein Opfertisch. Die Malereien sind leidlich gut erhalten. In der Mitte der Wand fehlt ein Teil und die Gesichter der Toten sind ausgekratzt,
In der Westwand befinden sich die drei Nischen und über diesen ein Fries mit der Darstellung von Opfergaben und Klageweibern. Ganz links auf der Höhe der Nischen stehen ein Nann und eine Frau, die dem Paar auf der Südwand zugewandt sind. In Gänze sind zwei Figuren in Umzeichnung zu sehen. Vor allem auf dem rechten Teil der Wand sind die Malereien nie fertig gestellt worden. Die beiden genannten Figuren, aber auch die Klageweiber, sind nur in Umrisszeichnungen wiedergegeben.
Die nicht gut erhaltenen und nie fertig gestellten Malereien der Nordwand zeigen links ein Paar sitzend; rechts stehen ein Mann und eine Frau, die dem Paar ihre Aufwartung machen. Im oberen Halbrund sieht man zwei Udjat-Augen und zwei jeweils auf einem Schrein liegende Schakale.
Die Ostwand ist nur links von der Eingangstür bemalt. Hier sieht man in zwei Reihen sieben Männer, die jeweils auf einem Stuhl sitzen. Im unteren Register reicht ein Mann Blumen dar. Die Decke der gewölbten Kammer zeigt florale Muster, die aber unfertig sind.
Wegen der fehlenden Inschriften bleibt der Grabinhaber unbekannt. Im Hof fand sich jedoch der Deckel einer Truhe, auf der ein Amenemhat genannt wird. Vielleicht handelt es sich um den Besitzer der Kapelle TT340, der demnach eventuell zwei Grabkapellen hatte.